# XVIII Dicembre – Porta Susa
XVIII Dicembre – Porta Susa M1 – stacja turyńskiego metra zlokalizowana w ścisłym centrum miasta pod Piazza XVIII Dicembre tuż obok dworca kolejowego Torino Porta Susa. Do 5 października 2007 był to ostatni przystanek linii M1. Ważny punkt komunikacyjny miasta. Możliwość przesiadki do szeregu linii komunikacji naziemnej. Kursują tutaj tramwaje 6 i 13 oraz autobusy 10N, 29, 46, 49, 51, 55, 56, 57, 59, 60, 71, 72 i Dora Express. Stacja przystosowana jest dla osób niepełnosprawnych.